# Pilea attenuata
Pilea attenuata es una especie de planta del género Pilea, perteneciente a la familia Urticaceae.

## Taxonomía
Pilea attenuata fue descrita por Ellsworth Paine Killip en 1936.

## Distribución
Se encuentra en el territorio de Ecuador.